# Uruguay na Letních olympijských hrách 1964
Uruguay na Letních olympijských hrách 1964 v japonském Tokiu reprezentovalo 23 mužů ve 4 sportech.

## Medailisté
| Medaile | Jméno                | Sport | Disciplína                   |
| ------- | -------------------- | ----- | ---------------------------- |
| Bronz   | Washington Rodríguez | Box   | Muži váha bantamová do 54 kg |